# Noah Munck
Noah Bryant Munck (Mission Viejo, 3 de maio de 1996) é um ator e músico norte-americano . Munck também é produtor de dubstep, sob o nome de NoxiK. Ele ficou mais conhecido por interpretar o personagem Gibby Gibson na série de televisão iCarly durante cinco anos.

## Biografia
Munck vive em Mission Viejo no Condado de Orange, Califórnia, onde nasceu. Ele é o mais velho dos cinco filhos de Kymbry e Greg Munck, um pastor de uma igreja em Mission Vilarejo. Um de seus irmãos, Ethan Munck, participou de alguns episódios da série iCarly interpretando Guppy Gibson. Munck tem outros três irmãos: Taylor, Elijah e Micah, também é bisneto do ator falecido Bartlett Robinson que apareceu na série Leave It to Beaver como George Compton.

## Filmografia
| Cinema                         |                         |
| Filme                          | Papel                   |
| 1321 Clover (2007)             | Criança                 |
| Sunday! Sunday! Sunday! (2008) | Clete                   |
| Four Christmases (2008)        | Criança assustada       |
| The Karenskys (2009)           | Kevin Karensky-Kanitsky |
| The Rainbow Tribe (2010)       | Ryan                    |
| All About Steve (2010)         | Criança                 |
| Professora sem Classe (2011)   | Tristan                 |
| Swindle (2013)                 | Darren "O Músculo"      |
| Nicky Deuce (2013)             | Nicky Deuce             |

| Televisão                              |                                                                    |
| Programa                               | Papel                                                              |
| All of Us (2007)                       | Jogador                                                            |
| American Body Shop (2007)              | Litlle Johnny                                                      |
| Phineas e Ferb                         | Xavier (voz)                                                       |
| iCarly (2007-2012)                     | Gibby (a partir da 4ª temporada ele se torna personagem principal) |
| Os Feiticeiros de Waverly Place (2008) | Presidente da agência que retiram bolinhas de plástico             |
| ER (2009)                              | Logan                                                              |
| The Troop (2011)                       | -                                                                  |
| Sam & Cat (2013-2014)                  | Gibby                                                              |

## Outros Trabalhos
- 7 comerciais de TV de Got Milk
- Comercial de TV de TracFone Wireless
- Comercial de TV de Frosted Mini-Wheats